# Трейси (Калифорния)
Трейси (на английски: Tracy) е град в окръг Сан Уакин в щата Калифорния, САЩ. Трейси е с население от 75 800 жители (оценка, 2005). Трейси се намира на изток от Района на Санфранциския залив, на около 33 км (21 мили) на изток от град Ливърмор.

## Личности
- Ем Си Хамър, музикант